# Grand Hotel Kadri
Le Grand Hotel Kadri (arabe : فندق غراند كادري) est un hotel situé à Zahlé, au Liban. Situé au centre de Zahle, à 54 km de la capitale Beyrouth, cet hôtel surplombe la rivière principale et la source de la ville d'Al Berdawni. ll a longtemps été utilisé par la plupart des fonctionnaires et des dignitaires visitant la ville.

## Architecture
Le Grand Hôtel Kadri est un exemple emblématique de l'architecture traditionnelle en pierre de Zahlé, tant à l'intérieur qu'à l'extérieur. Construit en 1906, il a longtemps été utilisé par la plupart des officiels et dignitaires visitant la ville, étant le plus grand et le plus luxueux hôtel.
Pendant la guerre civile libanaise, il subit d'énormes dégâts. Un ambitieux projet de restauration au milieu des années 90 a permis de le ramener à sa gloire d'antan. Il a été inauguré par le président Elias Hraoui le 14 août 1997.

## Histoire
L'importance historique de l'hôtel remonte à 1914, lorsqu'il est occupé par l'armée ottomane en 1914. Jamal Pacha en fit son quartier général et le transforma en hôpital pour son armée.
À la fin de la Première Guerre mondiale, la France reçut un mandat pour gouverner le Liban en vertu du traité de Sykes-Picot. Le général Gouraud annonça depuis le Grand Hôtel Kadri, le 3 août 1920, l'annexion des quatre régions: la Békaa, Baalbek, Hasbaya et Rachaya, et les considéra comme la base du Grand Liban qu'il proclama à Beyrouth le 1er septembre 1920.
Plus tard, en 1942, l'hôtel fut visité par le général de Gaulle lors de sa tournée dans les villages libanais pour rassurer la population de la victoire imminente.
L'hôtel a ensuite été occupé par les troupes syriennes et a subi d'énormes dégâts durant la guerre civile libanaise. Il a été restauré à la suite d'un vaste projet de restauration au milieu des années 90. L’hôtel a fermé ses portes en février 2011 en raison d’un conflit entre sa direction et l’Église catholique (son propriétaire effectif depuis 1999) et a rouvert ses portes plus tard en 2013,
Il a été acquis en mai 2013 par la firme hôtelière Cristal Hotels & Resorts Management.
Tout au long de son histoire, le Grand Hôtel Kadri a également été une source d'inspiration pour des hommes de lettres et des artistes célèbres tels que le poète Ahmed Chawki, qui écrivit son célèbre poème "Ya Jarat Al Wadi", Abdel Wahab, Oum Kalthoum ou Faïrouz.